# Кампо Мађоре (Ријети)
Кампо Мађоре је насеље у Италији у округу Ријети, региону Лацио.
Према процени из 2011. у насељу је живело 262 становника. Насеље се налази на надморској висини од 190 м.